# Салех, Бакри Хасан
Бакри Хасан Салех (араб. بكري حسن صالح‎) — суданский государственный и военный деятель, премьер-министр Судана (2017—2018), первый вице-президент Судана (2013—2017).

## Биография
Бакри Хасан Салех родился в 1949 году в деревне Хафир Мешоу, к северу от Донголы. Учился в начальной школе Аль-Хафир, а затем перешёл в центральную школу Аль-Баркик, чтобы получить средиземноморское образование. В дальнейшем учился в средней школе Донголы с 1964 по 1968 год. Окончил Суданскую военную академию в звании лейтенанта в 1973 году. Являлся командиром спецназа с 1985 по 1987 и с 1988 по 1989 год.
Будучи офицером суданской армии, в 1989 году принял участие в военном перевороте Омара аль-Башира, свергнувшего демократическое правительство. Входил в Совет революционного командования национального спасения, занимал ключевые посты в органах госбезопасности Судана. Директор Службы национальной безопасности (1990—1995), министр внутренних дел (1995—1998), министр по делам президента (1998—2000, 2005—2013), министр национальной обороны (2000—2005).
В 2012 году назначен на должность заместителя Генерального секретаря Исламского движения.
После массовых протестов в конце 2013 года и кадровых перестановок в правительстве назначен первым вице-президентом. Неоднократно назывался в качестве возможного преемника аль-Башира на посту президента.
1 марта 2017 года он был назначен президентом Омаром аль-Баширом первым премьер-министром Судана с момента упразднения поста в 1989 году. Пост премьер-министра был восстановлен с ограниченными полномочиями, в то время как большая часть власти оставалась в руках президента. Будучи премьер-министром, Салех сохранил свой пост первого вице-президента. Он был приведён к присяге в качестве премьер-министра 2 марта. Два месяца спустя, 11 мая, Салех объявил состав нового правительства, в которое вошли 31 министр и 44 госсекретаря.